# 普洱市
普洱市（ふじ-し）は中華人民共和国雲南省に位置する地級市。

## 歴史
東南アジア地域と隣接した普洱は古くから交易で栄え、1896年（光緒22年）には税関が設けられ、雲南三大税関のひとつとされた。現在は江城・瀾滄・孟連・西盟など20カ所の国境が設けられている。
2007年1月に思茅市（しぼう-し）より改称され現在に至っている。

## 行政区画
1市轄区・9自治県を管轄する。
- 市轄区：
  - 思茅区
- 自治県：
  - 寧洱ハニ族イ族自治県・鎮沅イ族ハニ族ラフ族自治県・景東イ族自治県・景谷タイ族イ族自治県・墨江ハニ族自治県・
江城ハニ族イ族自治県・瀾滄ラフ族自治県・孟連タイ族ラフ族ワ族自治県・西盟ワ族自治県

| 普洱市の地図 |
| --- |
| 思茅区 寧洱ハニ族 · イ族自治県 鎮沅イ族ハニ族 · ラフ族自治県 景東イ族 · 自治県 景谷タイ族 · イ族自治県 墨江ハニ族 · 自治県 江城ハニ族 · イ族自治県 瀾滄ラフ族 · 自治県 孟連タイ族 · ラフ族ワ族 · 自治県 西盟ワ族 · 自治県 |

### 年表
この節の出典

#### 寧洱専区
- 1949年10月1日 - 中華人民共和国雲南省寧洱専区が成立。寧洱県・思茅県・車里県・六順県・南嶠県・仏海県・鎮越県・鎮沅県・景東県・景谷県・墨江県・江城県・瀾滄県・寧江設治区・滄源設治局が発足。(13県1設治局1設治区)
- 1951年4月2日 - 寧洱専区が普洱専区に改称。

#### 普洱専区
- 1951年4月2日 - 寧洱専区が普洱専区に改称。(13県1設治局1設治区)
  - 寧洱県が普洱県に改称。
- 1952年11月21日 (15県)
  - 寧江設治区が県制施行し、寧江県となる。
  - 滄源設治局が県制施行し、滄源県となる。
- 1952年11月25日 - 滄源県が緬寧専区に編入。(14県)
- 1953年3月28日 - 普洱専区が思茅専区に改称。

#### 思茅専区(1953年-1957年)
- 1953年4月7日 - 瀾滄県の一部が分立し、瀾滄ラフ族自治区が発足。(14県1自治区)
- 1953年7月11日 - 寧江県が瀾滄ラフ族自治区・仏海県に分割編入。(13県1自治区)
- 1953年11月3日 - 六順県が思茅県・車里県に分割編入。(12県1自治区)
- 1954年5月18日 - 江城県が自治区に移行し、江城ハニ族イ族自治区となる。(11県2自治区)
- 1954年5月31日 - 瀾滄県の一部が分立し、孟連タイ族ラフ族カワ族自治区が発足。(11県3自治区)
- 1954年9月1日 (7県3自治区)
  - 車里県・南嶠県・仏海県・鎮越県がシーサンパンナ・タイ族自治区に編入。
  - 江城ハニ族イ族自治区・思茅県の各一部がシーサンパンナ・タイ族自治区車里県に編入。
  - 思茅県の一部がシーサンパンナ・タイ族自治区鎮越県に編入。
- 1955年1月13日 - 瀾滄県が瀾滄ラフ族自治区に編入。(6県3自治区)
- 1955年6月1日 - 江城ハニ族イ族自治区が県制施行し、江城ハニ族イ族自治県となる。(6県1自治県2自治区)
- 1956年5月29日 - 墨江県の一部が紅河ハニ族自治区紅河県・元陽県の各一部と合併し、紅河ハニ族自治区六村弁事処となる。(6県1自治県2自治区)
- 1956年10月 - 瀾滄ラフ族自治区の一部が分立し、西盟山区が発足。(6県1自治県2自治区1山区)
- 1957年10月19日 - 思茅県・普洱県・鎮沅県・景東県・景谷県・墨江県・江城ハニ族イ族自治県・瀾滄ラフ族自治区・孟連タイ族ラフ族カワ族自治区・西盟山区がシーサンパンナ・タイ族自治州に編入。

#### 思茅地区(1964年-2003年)
- 1964年8月18日 - シーサンパンナ・タイ族自治州普洱県・鎮沅県・景東県・景谷県・墨江県・江城ハニ族イ族自治県・瀾滄ラフ族自治県・孟連タイ族ラフ族ワ族自治県・西盟ワ族自治県を編入。思茅専区が成立。(5県4自治県)
- 1970年 - 思茅専区が思茅地区に改称。(5県4自治県)
- 1979年7月30日 - 墨江県が自治県に移行し、墨江ハニ族自治県となる。(4県5自治県)
- 1981年5月9日 - 普洱県の一部が分立し、思茅県が発足。(5県5自治県)
- 1985年6月11日 (2県8自治県)
  - 普洱県が自治県に移行し、普洱ハニ族イ族自治県となる。
  - 景東県が自治県に移行し、景東イ族自治県となる。
  - 景谷県が自治県に移行し、景谷タイ族イ族自治県となる。
- 1990年2月3日 - 鎮沅県が自治県に移行し、鎮沅イ族ハニ族ラフ族自治県となる。(1県9自治県)
- 1993年3月25日 - 思茅県が市制施行し、思茅市となる。(1市9自治県)
- 2003年10月30日 - 思茅地区が地級市の思茅市に昇格。

#### 思茅市
- 2003年10月30日 - 思茅地区が地級市の思茅市に昇格。(1区9自治県)
  - 思茅市が区制施行し、翠雲区となる。
- 2007年1月21日 - 思茅市が普洱市に改称。

#### 普洱市
- 2007年1月21日 - 思茅市が普洱市に改称。(1区9自治県)
  - 普洱ハニ族イ族自治県が寧洱ハニ族イ族自治県に改称。
  - 翠雲区が思茅区に改称。

## 交通

### 航空
- 普洱思茅空港（中国語版）
- 瀾滄景邁空港（中国語版）

### 道路
- 高速道路
  - 昆磨高速道路
- 国道
  - G213国道
  - G214国道
  - G323国道
  - S218省道（元G226国道）

### 鉄道
- 2021年12月3日に玉磨線の普洱駅が開業した。

### 水運
- 国際港[4]の思茅港がある。

## 産業
プーアル茶の原産地として有名。タバコも収穫される。近年はコーヒー豆の生産も盛んである。普洱市政府は普洱茶、花茶と並びコーヒーを「普洱3つの宝」として発信している。